# 希俄斯岛
希俄斯岛，是希腊第五大岛屿，位於爱琴海東部，距土耳其的安納托利亞海岸僅7公里，與希臘本土相距約100公里。希俄斯有名於其強大的商船社區，以及島上獨特的洋乳香和中世紀村落。據說也是荷马及希波克拉底的故乡。岛上於十一世紀、由君士坦丁九世資助興建的新修女院（Nea Moni）是联合国教科文组织认定的世界文化遗产。希俄斯有时也译作希阿或巧斯。
行政上，希俄斯岛组成为北愛琴大區希俄斯专区内的希俄斯市镇。岛上的首要城镇及市镇的行政中心为希俄斯镇。本地人通常称希俄斯镇为“霍拉”（Χώρα，字面上的意思是“土地”或“国家”，但通常是指一个希腊岛屿的首要城镇或岛上最高处的定居点）。

## 历史

### 古希臘時代
希俄斯是十二個伊奥尼亚殖民地之一，因此在公元前7世紀晚期，她已成為首批鑄幣的城市之一。希俄斯亦以人頭獅身作為自己獨有的標誌，這傳統延續了900年。修昔底德称之为伊奥尼亚最伟大的城邦，而它的人民是最富有的希腊人之一。它最早的殖民者可能来自前9世纪的维奥蒂亚。在古风时期，希俄斯经常与小亚细亚的城邦发生冲突，特别是埃律特莱亚（位於土耳其西岸），以及萨摩斯岛。约前575-550年间刻写的“宪章”奠立了以“市民议会”和行政人员为基础的政治体系。同时，商业也得到广泛的发展，主要面对黑海地区、埃及以及西方世界。他们积聚的财富使他们能够在德尔斐建造雄伟的主祭坛。
后来它被波斯人所占领，由他们所支持的僭主所统治。在伊奥尼亚起义中，希俄斯人扮演了主要的角色，输送了数百艘舰船的兵力。之后，他们同雅典站在一起成立提洛同盟，主要担当海上运输的职责。其后，斯巴达人入侵，由吕山德建立了一个斯巴达军政府。

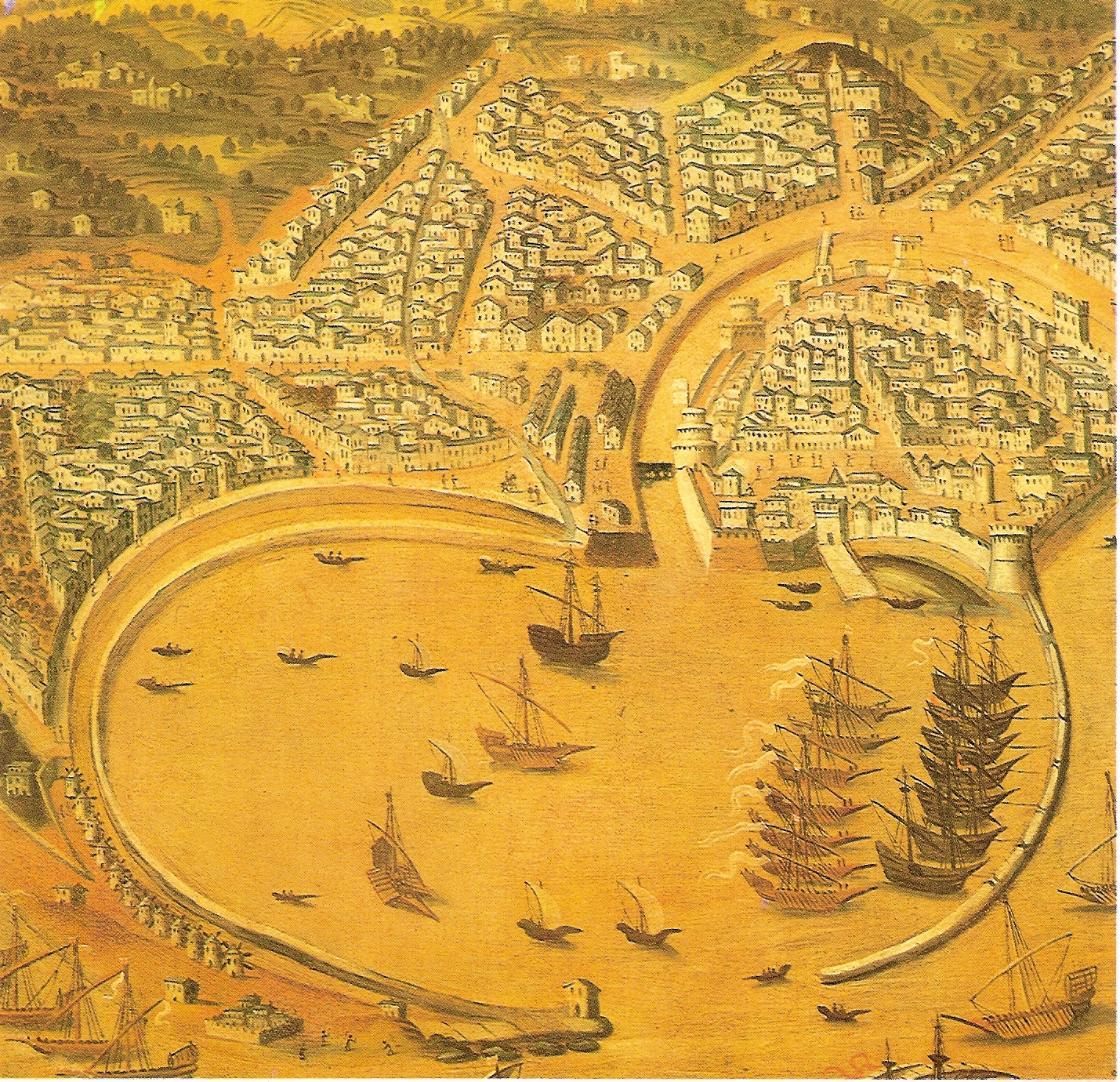
十六世紀熱那亞所控的希俄斯

### 中世紀
羅馬帝國於公元395年永久分裂後，以後六個世紀希俄斯均屬於拜占廷帝國的一部分。十一世紀末，土耳其人從士麥那的入侵中斷了帝國的統治，但第一次十字軍東征把島上的土耳其人擊退，希俄斯重歸拜占廷統治。然而到了1204年第四次十字軍東征卻又結束了帝國的統治，拜占廷分解，領土被拉丁帝國所瓜分，希俄斯名義上成為了威尼斯共和國的一部分。拉丁帝國敗亡後，拜占庭最後一次統治希俄斯島(1225-1261)，這次統治對島嶼影響不大，很快島嶼的主權就在1261年被割讓予熱那亞共和國。1566年，鄂圖曼帝國擊退了熱那亞人，佔領了希俄斯，當時島上有12,000個希臘人、2,500個熱那亞人。

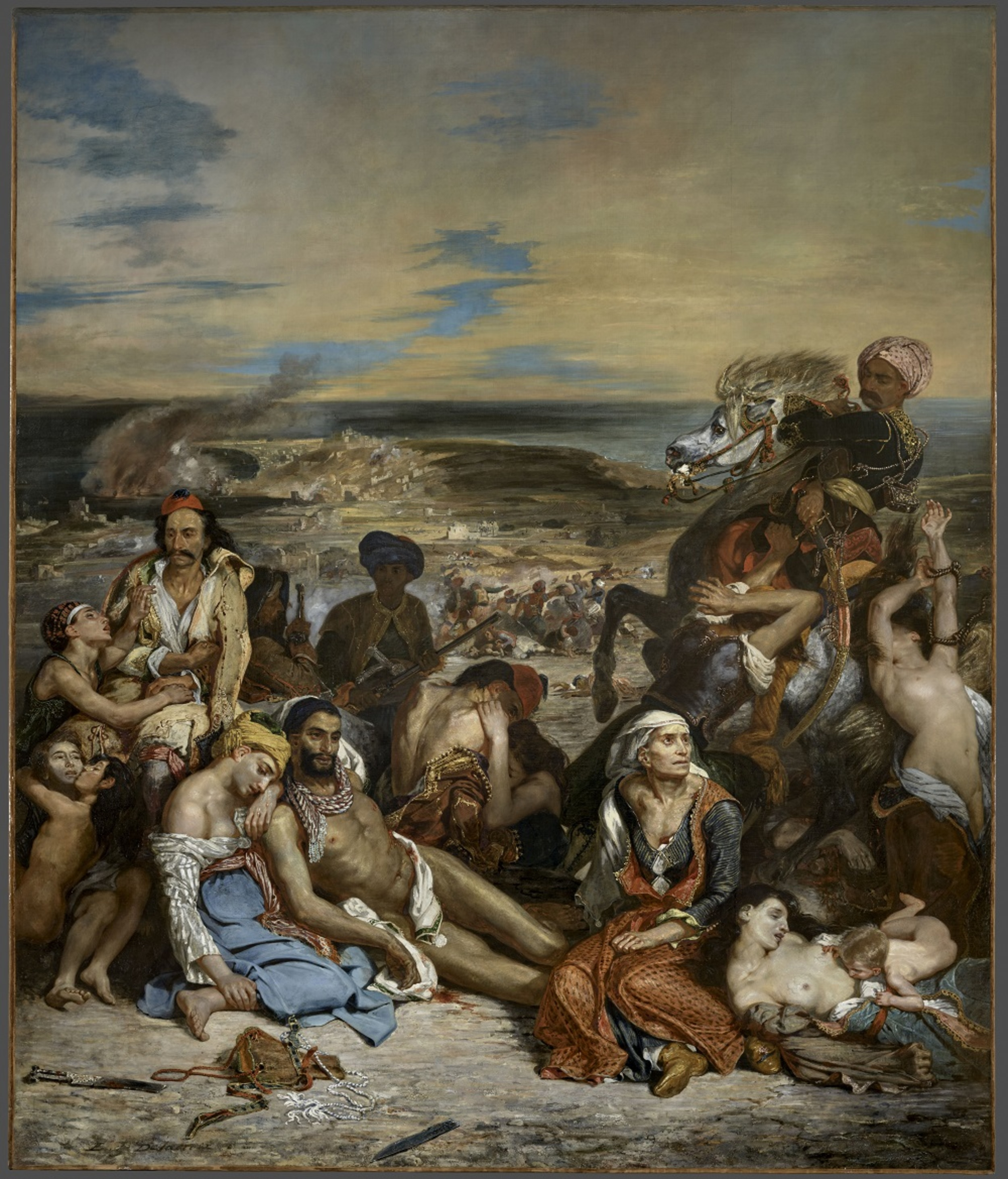
希俄斯大屠殺，歐仁·德拉克羅瓦所畫

### 希俄斯大屠殺
1822年希臘獨立戰爭爆發，島上的領導者因為憂慮島上居民的安全、財富遭到損失而不願參與革命。此外，他們亦意識到希俄斯實在離小亞細亞——鄂圖曼的中心地區太近，島上部份地區只距安納托利亞內陸約6.7公里。 然而同年3月，數百名希臘人從鄰近的薩摩斯島登陸希俄斯，他們宣佈革命，並發動了反對土耳其人的襲擊，使島民加入了鬥爭。鄂圖曼帝國下令軍隊對島上所有3歲以下的嬰兒、12歲或以下的所有男性和40歲或以上的女性展開大屠殺，只有願意成為穆斯林的得到倖免。
十二萬希臘島民中的六分之五因此遭到驅逐、殺害或奴役。約2萬人遭到殺害，23000人遭到流放。
1881年，一個約為6.5矩震級的地震破壞了島上的大部分建築，並造成嚴重的人命傷亡。當代有報告指死亡人數約5,500–10,000人。1912年第一次巴爾幹戰爭後，希俄斯重新加入並成為了己獨立之希臘的一部分。第二次希土戰爭後的人口交換使不少希臘難民來到了希俄斯島，土耳其穆斯林則回到了安納托利亞。

## 地理與氣候

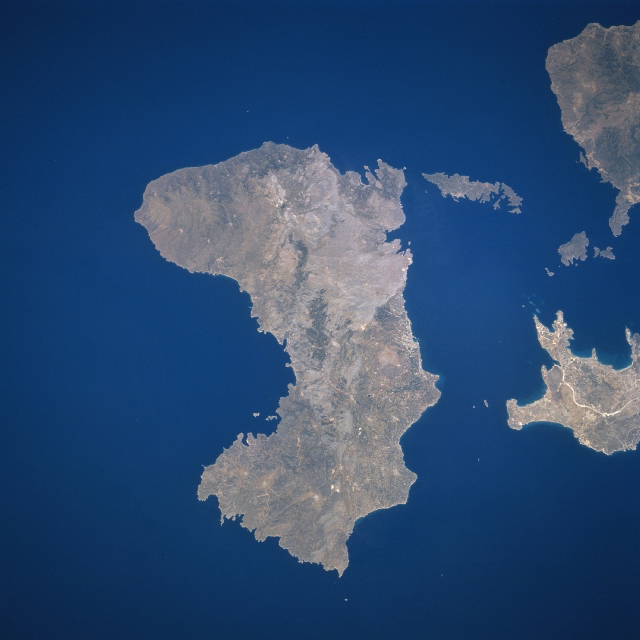
希俄斯的衛星圖片

希俄斯島大約呈腎狀，約長50公里，最闊處則達29公里，島面積則為852平方公里，地形普遍多山和乾旱，主要人口集中於島的東岸。希俄斯鎮的人口約32,400人。島上氣候溫和，有著地中海氣候。島的最高點達1,297米，位於島的北部。
希俄斯的夏季很少降雨，幾乎沒有雲層，陽光充沛；冬季則較潮濕，平均相對濕度由冬天的75%至夏天的60%不等。全年島上經常有著持續不斷的微風(平均3-5米/秒)。

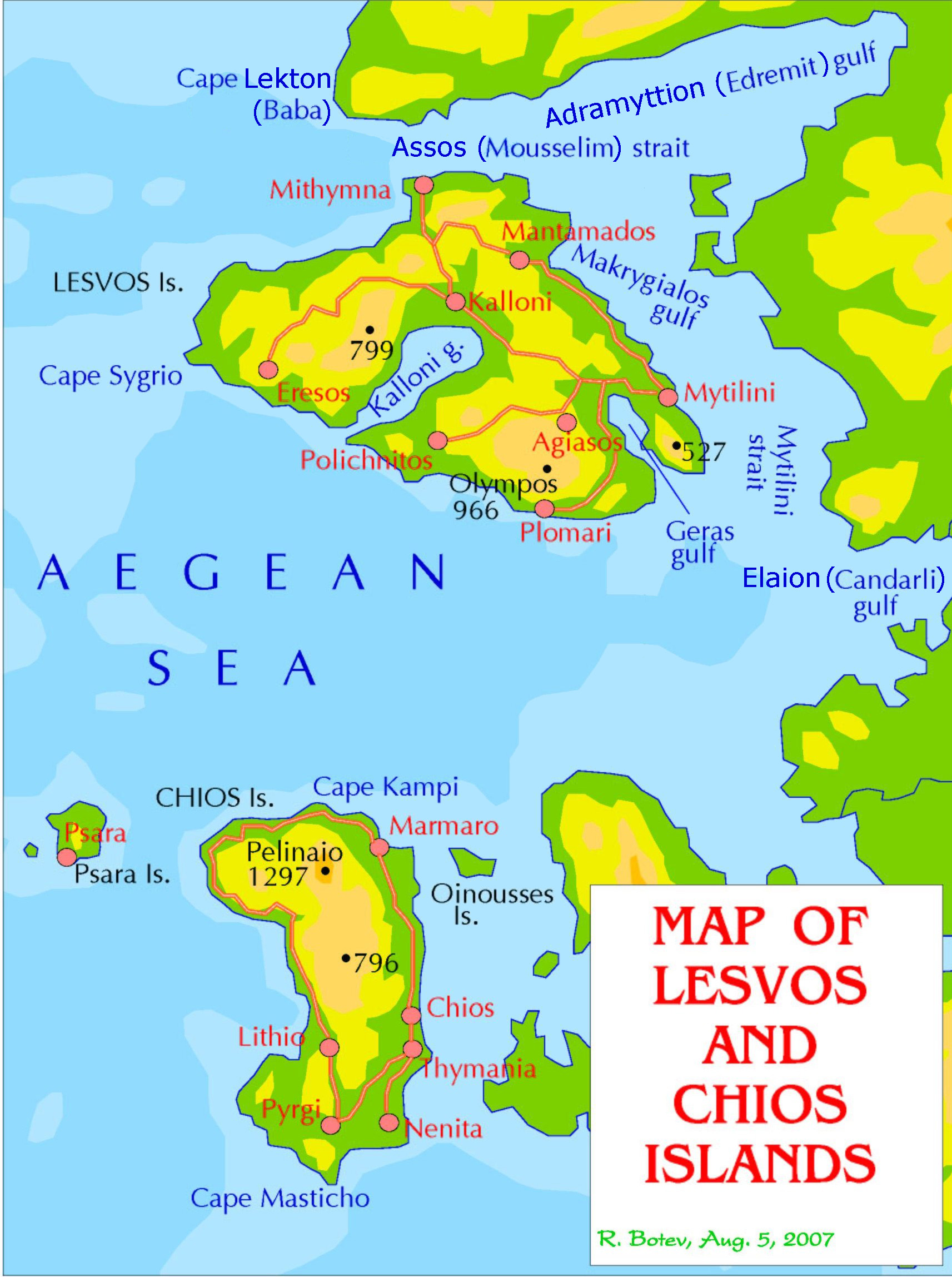
莱斯沃斯岛（LESVOS Is.）與希俄斯島（CHIOS Is.）地圖

| 希腊希俄斯島                    | 希腊希俄斯島 | 希腊希俄斯島 | 希腊希俄斯島 | 希腊希俄斯島 | 希腊希俄斯島 | 希腊希俄斯島 | 希腊希俄斯島 | 希腊希俄斯島 | 希腊希俄斯島 | 希腊希俄斯島 | 希腊希俄斯島 | 希腊希俄斯島 | 希腊希俄斯島 |
| 月份                            | 1月          | 2月          | 3月          | 4月          | 5月          | 6月          | 7月          | 8月          | 9月          | 10月         | 11月         | 12月         | 全年         |
| ------------------------------- | ------------ | ------------ | ------------ | ------------ | ------------ | ------------ | ------------ | ------------ | ------------ | ------------ | ------------ | ------------ | ------------ |
| 平均高温 °C（°F）               | 11 (52)      | 11 (52)      | 13 (55)      | 17 (63)      | 22 (72)      | 26 (79)      | 28 (82)      | 28 (82)      | 25 (77)      | 20 (68)      | 16 (61)      | 13 (55)      | 19 (67)      |
| 平均低温 °C（°F）               | 5 (41)       | 5 (41)       | 6 (43)       | 9 (48)       | 13 (55)      | 17 (63)      | 19 (66)      | 19 (66)      | 16 (61)      | 12 (54)      | 9 (48)       | 6 (43)       | 11 (52)      |
| 平均降水量 mm（）               | 100 (3.9)    | 78 (3.1)     | 61 (2.4)     | 44 (1.7)     | 24 (0.9)     | 4 (0.2)      | 1 (0.0)      | 0 (0)        | 8 (0.3)      | 23 (0.9)     | 55 (2.2)     | 122 (4.8)    | 520 (20.4)   |
| 来源：www.weather-to-travel.com |              |              |              |              |              |              |              |              |              |              |              |              |              |

## 姐妹城市
希俄斯自1985年起與意大利熱那亞締結為姐妹城市。

## 歷史名人
- 恩諾皮德斯
- 荷马
- 希波克拉底
- 安德烈亞斯·喬治烏·帕潘德里歐
- 米基斯·提奧多拉基斯

## 資料來源
1. ↑  . Ministry of Interior.
2. ↑  周定国 (编). . . 北京: 中国对外翻译出版公司. 2008-01. ISBN 978-7-500-10753-8. OCLC 885528603. OL 23943703M. NLC 003756704.（简体中文）
3. ↑  Agelarakis A., "Analyses of Cremated Human Skeletal Remains Dating to the Seventh Century BC, Chios, Greece".  Horos: Ena Archaeognostiko Periodiko 4 (1986): 145–153.
4. ↑  Brownworth, Lars (2009) Lost to the West: The Forgotten Byzantine Empire That Rescued Western Civilization, Crown Publishers, ISBN 978-0-307-40795-5: "…the Muslims captured Ephesus in 1090 and spread out to the Greek islands.  Chios, Rhodes, and Lesbos fell in quick succession." p. 233.
5. ↑  . chioshistory.gr.   [30 March 2011]. （原始内容存档于2011年10月2日）.
6. ↑  Christopher Long (1998-1999): The Massacres of Chios, Events & Massacres of 1822 （页面存档备份，存于）.
7. ↑  Altinok, Y.; Alpar B., Özer N. & Gazioglu C.  (PDF). Natural Hazards and Earth System Sciences. 2005, 5: 717–725  [31 July 2010]. doi:10.5194/nhess-5-717-2005. （原始内容存档 (PDF)于2014-02-11）.
8. ↑  . July 2011  [6 February  2009]. （原始内容存档于2018-12-25）.